# Martin Klingenspor
Martin Klingenspor (* 3. Dezember 1961) ist ein deutscher Zoologe, Tierphysiologe und Ernährungswissenschaftler. Er ist Professor für Molekulare Ernährungsmedizin an der TU München (Else Kröner Fresenius Stiftungsprofessur).

## Leben
Klingenspor studierte ab 1981 Biologie an der Philipps-Universität Marburg mit dem Diplom 1987. Er wurde dort 1994 in Tierphysiologie  summa cum laude bei Gerhard Heldmaier promoviert und war als Post-Doktorand in Marburg und am Lipid Research Laboratory des West Los Angeles Veterans Association Medical Center (1995/96) bei Karen Reue. Ab 1997 war er wieder in Marburg, wo er sich 2001 habilitierte und 2004 eine Vertretungsprofessur für Tierphysiologie übernahm. 2007 wurde er Professor an der TU München.
Er befasst sich mit Physiologie der Regulation der Energiebilanz im Körper, Anpassung des Stoffwechsels an verschiedene Umweltbedingungen, Stoffwechselstörungen in Mäusen und metabolischen Effekten Sekundärer Pflanzenstoffe. Insbesondere ist er interessiert an den Stoffwechselmechanismen bei Übergewicht und deren Regulation bis hinab auf molekularbiologischer Ebene. Zum Beispiel untersuchte er mit Knockoutmäusen die Rolle von Uncoupling Protein (UCP) aus den Mitochondrien im Fettstoffwechsel und die Rolle neuronaler Botenstoffe (wie Melanozyten-stimulierendes Hormon, Leptin). Dabei zeigte er auch die Rolle post-transkriptionaler Prozesse in der saisonalen Kontrolle des Körpergewichts bei Hamstern. Er wies mit Kollegen das Vorhandensein von UCP 1, das zum Aufbau von Fettvorräten dient, in Beutelmäusen nach, was auf eine sehr frühe evolutionäre Entstehung deutet (150 Millionen Jahre) und frühen Säugern somit über einen vom Muskelzittern unabhängigen Mechanismus der Thermogenese einen wichtigen Vorteil in der Umweltanpassung verschaffte.
Seit 2008 ist er im Herausgebergremium von Obesity Facts und seit 2007 Mitherausgeber des American Journal of Physiology-Regulatory, Integrative and Comparative Physiology. Er ist Mitglied der International Hibernation Society, der Deutschen Zoologischen Gesellschaft, der Deutschen Adipositas Gesellschaft und der American Physiological Society (2005).

## Schriften (Auswahl)
- M Klingenspor, H Niggemann, G Heldmaier: Modulation of leptin sensitivity by short photoperiod acclimation in the Djungarian hamster, Phodopus sungorus. In: Journal of Comparative Physiology B, 2000,  170 (1), S. 37–43
- mit Gerhard Heldmaier (Hrsg.): Life in the Cold. Springer Verlag, 2003
- M Jastroch, S Stöhr, K Withers, M Klingenspor: A quest for the origin of mammalian uncoupling proteins. In: Life in the Cold: Evolution, Mechanisms, Adaptation, and Application. 12th International Hibernation Symposium. Biological Papers of the University of Alaska No. 27, 2004, S. 417–426
- M Helwig, RM Khorooshi, A Tups, P Barrett, ZA Archer, C Exner, J Rozman, LJ Braulke, JG Mercer, M Klingenspor: PC1/3 and PC2 gene expression and post-translational endoproteolytic pro-opiomelanocortin processing is regulated by photoperiod in the seasonal Siberian hamster (Phodopus sungorus). In: J Neuroendocrinol. 2006; 18(6), S. 413–425, PMID 16684131.
- G Haemmerle, A Lass, R Zimmermann, G Gorkiewicz, C Meyer, J Rozman: Defective lipolysis and altered energy metabolism in mice lacking adipose triglyceride lipase. In: Science, 2006, 312 (5774), S. 734–737
- M Jastroch, KW Withers, S Taudien, PB Frappell, M Helwig, T Fromme, V Hirschberg, G Heldmaier, BM McAllan, BT Firth, T Burmester, M Platzer, M Klingenspor: Marsupial uncoupling protein 1 sheds light on the evolution of mammalian nonshivering thermogenesis. In: Physiol Genomics. 2008, 32(2), S. 161–169, PMID 17971503.
- T Fromme, C Hoffmann, K Nau, J Rozman, K Reichwald, M Utting, M Platzer, M Klingenspor: An intronic single base exchange leads to a brown adipose tissue specific loss of Ucp3 expression and an altered body mass trajectory. In: Physiol Genomics. 2009; 38(1), S. 54–62, PMID 19383623.
- F Bolze, M Klingenspor: Mouse models for the central melanocortin system. In: Genes Nutr. 2009, 4(2), S. 129–134, PMID 19266227.
- CW Meyer, M Willershäuser, M Jastroch, B Rourke, T Fromme, R Oelkrug, G Heldmaier, M Klingenspor: Adaptive thermogenesis and thermal conductance in wildtype and UCP1-KO mice. In: Am J Physiol Regul Integr Comp Physiol. 2010, 299(5), S. R1396-1406, PMID 20826705.
- Alexandros Vegiopoulos, Karin Müller-Decker, Daniela Strzoda, Iris Schmitt, Evgeny Chichelnitskiy, Anke Ostertag, Mauricio Berriel Diaz, Jan Rozman, Martin Hrabe de Angelis, Rolf M Nüsing, Carola W Meyer, Walter Wahli, Martin Klingenspor, Stephan Herzig: Cyclooxygenase-2 controls energy homeostasis in mice by de novo recruitment of brown adipocytes. In: Science, 2010, 328 (5982), S. 1158–1161